# سفر به قعر دریا
سفر به قعر دریا (انگلیسی: Voyage to the Bottom of the Sea) یک فیلم علمی–تخیلی به کارگردانی ایروین آلن است که در سال ۱۹۶۱ منتشر شد.

## بازیگران
- والتر پیجن
- جون فونتین
- باربارا ادن
- پیتر لوری
- رابرت استرلینگ
- مایکل آنسارا
- فرانکی آوالون
- هنری دانیل
- رجیس تومی
- مارک اسلید
- دل مونرو